# Muhafaza

Jedna z muhafaz Egiptu

Muhafaza, muhafazat (arab. ‏مُحَافَظَة‎ muḥāfaẓa, liczba mnoga: ‏مُحَافَظَات‎ muḥāfaẓāt) – jednostka podziału administracyjnego wielu państw arabskich, między innymi Iraku, Syrii, Jemenu, Libanu, Egiptu, Omanu, Jordanii (do 1983 roku także Libii).
W języku polskim za odpowiednik określenia „muhafaza” służy często słowo „prowincja”. Oryginalna forma mnoga („muhafazat”) funkcjonuje także jako forma liczby pojedynczej (jest to przykład depluralizacji zapożyczeń).